# Hoxie (Kansas)
Pour les articles homonymes, voir Hoxie.
La ville de Hoxie est le siège du comté de Sheridan, situé dans le Kansas, aux États-Unis.

## Source
- (en) Cet article est partiellement ou en totalité issu de l’article de Wikipédia en anglais intitulé « Hoxie, Kansas » (voir la liste des auteurs).